# Aconodes montanus
Aconodes montanus är en skalbaggsart som beskrevs av Francis Polkinghorne Pascoe 1857. Aconodes montanus ingår i släktet Aconodes och familjen långhorningar.
Artens utbredningsområde är Nepal. Inga underarter finns listade i Catalogue of Life.